# 449 f.Kr.
| 449 f.Kr.          |
| ------------------ |
| Dødsfald - Fødsler |